# Colecționarul de oase (film)
Colecționarul de oase (în engleză The Bone Collector) este un film thriller⁠(d) american din 1999. Acesta a fost regizat de Phillip Noyce⁠(d), iar Denzel Washington și Angelina Jolie apar în rolurile principale. A fost produs de Martin Bregman⁠(d).
Filmul este o adaptare a romanului polițist de Jeffery Deaver⁠(d) publicat sub același nume⁠(d) în 1997. Acesta a primit recenzii mixte din partea criticilor și a câștigat aproximativ 150 de milioane de dolari în comparație cu bugetul său de 48 de milioane de dolari.

## Rezumat
În New York-ul anului 1998, criminalistul⁠(d) profesionist Liconln Rhyme este imobilizat la pat după un accident care l-a lăsat complet paralizat de la gât în jos. Amelia Donaghy, recent devenită polițistă, descoperă un cadavru mutilat îngropat la baza unei căi ferate din perioada Războiului Civil. Rhyme realizează că obiectele găsite la locul crimei au fost așezate acolo dinadins și  formează o echipă împreună cu Amelia, fiind impresionat de instinctele sale, pentru a afla scopul ucigașului.
În următoarea scenă, care se desfășoară înainte de întâlnirea dintre Rhyme și Amelia, criminalul, aflat la volanul unui taxi, îi răpește pe Alan și Lindsay Rubin. Alan este cadavrul descoperit de Amelia lângă gară. Soția sa, Lindsey, este încă în viață, dar este legată de o conductă cu aburi. Folosind indiciile găsite pe calea ferată, printre care o bucată de hârtie ruptă, Rhyme reușește să descopere unde este Lindsay. Detectivii și Amelia sosesc însă prea târziu și aceasta este opărită de vie⁠(d) de o conductă de aburi deschisă. Tânăra polițistă găsește o bucată din osul lui Lindsay lângă cadavrul acesteia și un alt fragment de hârtie. Rhyme îi cere Ameliei să-i taie mâinile lui Lindsey, acestea fiind legate de conductă, dar ea refuză și pleacă de la locul crimei.
Criminalul răpește un student de la New York University, care este dus la un abator abandonat și legat de un stâlp. Acesta îndepărtează chirurgical o bucată de os, lăsând astfel o rană deschisă pentru a atrage șobolanii din apropiere. Amelia și Rhyme găsesc cadavrul victimei mutilat de șobolani din nou pornind de la indiciile lăsate de ucigaș la locul crimei precedente. Amelia descoperă o altă bucată de hârtie și o bucată de os. Stresul provocat de investigație și de problemele birocratice cauzate de implicarea celor doi în anchetă încep să-i afecteze sănătatea criminalistului. Thelma, asistenta lui Rhyme, îi dezvăluie Ameliei că acesta își dorește să moară prin eutanasie voluntară, deoarece este îngrozit de posibilitatea de a rămâne într-o stare vegetativă⁠(d) din cauza convulsiilor. 
După ce descifrează mesajul lăsat de ucigaș pe fragmentele de hârtie, investigația îi îndrumă pe Amelia și Rhyme către un vechi roman polițist intitulat The Bone Collector; aceștia descoperă că ucigașul reproduce crimele din carte. Următoarele victime ale criminalului, un bunic și nepoata sa, au fost legate de structura unei estacade în perioada fluxului. Paramedicii reușesc să o salveze pe tânără, însă bunicul său este declarat mort. La fața locului, Amelia găsește o altă bucată de os, fragment dintr-o veche insignă de poliție și o hartă a metroului. Acest indicii și azbestul descoperit la cea de-a doua crimă o conduc pe Amelia la o stație de metrou abandonată, unde observă pe lateralul unui vagon numărul de pe insigna de poliție a lui Rhyme.
Ucigașul ajunge la casa lui Rhyme și o ucide atât pe Thelma, cât și pe căpitanul Howard Cheney. Ni se dezvăluie că acesta este Richard Thompson, tehnicianul medical responsabil cu supravegherea echipamentul lui Rhyme. Numele adevărat a lui Richard este Marcus Andrews, fost expert în criminalistică, condamnat în baza unui articol scris de Rhyme în care era acuzat că a plantat dovezi pentru a întemnița șase oameni nevinovați, dintre care unul s-a sinucis. Acesta îl învinovățește pe Rhyme pentru condamnarea la închisoare și abuzul pe care l-a suferit pe parcursul executării pedepsei. Marcus încearcă să-l ucidă, însă Rhyme îi strivește mâna sub patul său medical; cei doi cad pe podea și, exact înainte să-l ucidă, Amelia sosește în cameră și îl împușcă pe Marcus.
La Crăciunul următor, Rhyme, care a renunțat la eutanasie, este vizitat de sora și nepoata sa, de Amelia și ceilalți colegi ai săi.

## Distribuție
- Denzel Washington - Lincoln Rhyme
- Angelina Jolie - Amelia Donaghy
- Queen Latifah - Thelma
- Michael Rooker - Căpitanul Howard Cheney
- Mike McGlone - Detectivul Kenny Solomon
- Luis Guzmán - Eddie Ortiz
- Leland Orser - Richard Thompson/Marcus Andrews
- John Benjamin Hickey - Dr. Barry Lehman
- Bobby Cannavale - Prietenul Ameliei
- Ed O'Neill - Detectivul Paulie Sellitto